# Eichberg (Zwitserland)
Eichberg is een gemeente en plaats in het Zwitserse kanton Sankt Gallen, en maakt deel uit van het district Rheintal.
Eichberg telt 1314 inwoners.